# Åkesta vagnmuseum
Åkesta vagnmuseum, även "Eks vagnmuseum", var ett museum som låg i Åkesta strax norr om Västerås. 

## Historia
År 1923 startades Eks Åkeri och Hyrverk av Knut Ek. Grunden kom från Aron Johanssons hyrverk som Knut tog över. Verksamheten byggde på arbete med hästar som drog vagnar, droskor och slädar. En och annan lastbil förekom också genom åren, men ända fram till 1984 då hyrverket upphörde, användes hästar. Sven Ek, som är den siste i tre generationer företagare, var den som fick ta nedläggningsbeslutet. Han insåg dock det historiska värdet i alla vagnar och valde att bevara dem i Eks vagnmuseum på Åkesta gård. Museet hade 92 vagnar, slädar, arbetsåkdon och personvagnar.
Vagnmuseets historia och alla föremål finns beskrivna i boken Forna dagars åkdon: 100 år på kuskbocken i Västerås av Ann-Christine Kihl, Lars Gren och Dan Linder.

## Museet nedlägges
Åkesta vagnmuseums alla 92 vagnar med tillbehör såldes och flyttades 2023 till Strängnäs. Ny ägare är Jan Erik Persson, vd för Kilenkrysset.